# Autoestrada A3
La Autoestrada A3, también conocida como Autoestrada Porto-Valença, es una autopista de Portugal que une Oporto, la segunda ciudad más grande del país, con la frontera de España en Valença, pasando por Vila Nova de Famalicão, Braga y Ponte de Lima. Tiene una longitud de 112 kilómetros.
Su construcción finalizó en 1998 y es un eje fundamental en la conexión con el norte de España. La A3 comienza en la Vía de Cintura Interna, en plena ciudad de Oporto, y después de dejar la A4, al este, en Águas Santas y atravesar la región de Santo Tirso y Vila Nova de Famalicão, llega a Braga. Desde aquí, la A3 sigue hasta Ponte de Lima y a partir de aquí comienza la travesía de la autovía por la Sierra de Arga, que termina en el valle del Miño, en Valença, donde enlaza con España en Galicia. Esta tiene 15 enlaces y 2 áreas de servicio.
La A3 forma parte de la E-01 y se encuentra dentro del Plano Rodoviário Nacional 2000, está identificada como integrante del Itinerario Principal 1.
La concesionaria de esta autopista es Brisa y está en régimen de peaje físico.

## Tramos
| Tramo                      | Estado (2010)                   | km   |
| -------------------------- | ------------------------------- | ---- |
| A 20 (CRIP) ( VCI ) - Maia | En servicio (marzo de 1989)     | 8,4  |
| Maia - Cruz                | En servicio (noviembre de 1989) | 26,8 |
| Cruz - Braga (oeste)       | En servicio (1994)              | 11,7 |
| Braga (oeste) - Anais      | En servicio (julio de 1997)     | 19,9 |
| Anais - Ponte de Lima      | En servicio (noviembre de 1997) | 10,1 |
| Ponte de Lima - Valença    | En servicio (1998)              | 35,1 |

## Tráfico
| Tramo                                       | Tráfico (en vehículos por hora) en 2010 |
| ------------------------------------------- | --------------------------------------- |
| Maia - Santo Tirso                          | 50294                                   |
| Santo Tirso - Vila Nova de Famalicão        | 44134                                   |
| Vila Nova de Famalicão - Cruz               | 22365                                   |
| Cruz - Braga (sur)                          | 19123                                   |
| Braga (sur) - Braga (oeste)                 | 7272                                    |
| Braga (oeste) - Rio Mau                     | 6757                                    |
| Rio Mau - Ponte de Lima (sur)               | 7766                                    |
| Ponte de Lima (sur) - Ponte de Lima (norte) | 10500                                   |
| Ponte de Lima (norte) - Sapardos            | 7132                                    |
| Sapardos - Valença                          | 6450                                    |

## Capacidad
| Sección              | Capacidad | Longitud |
| -------------------- | --------- | -------- |
| Porto - Maia         |           | 8 km     |
| Maia - Santo Tirso   |           | 12 km    |
| Santo Tirso - España |           | 92 km    |

## Tarifas[2]
| Clase de vehículo | Tarifa (2012) |
| ----------------- | ------------- |
| 1                 | 8,35 €        |
| 2                 | 14,85 €       |
| 3                 | 19,00 €       |
| 4                 | 21,15 €       |
| 5                 | 5,85 €        |

La tabla de la derecha muestra las tarifas que corresponden con el trayecto completo (Oporto - Valença).
NOTA: Las clases hacen referencia a los siguientes tipos de vehículos:
- Clase 1: motocicletas y vehículos con una altura, medida en vertical desde el primer eje, inferior a 1,1 m, incluido si llevan remolque
- Clase 2: vehículos con dos ejes y una altura, medida en vertical desde el primer eje, igual o superior a 1,1 m.
- Clase 3: vehículos con tres ejes y una altura, medida en vertical desde el primer eje, igual o superior a 1,1m.
- Clase 4: vehículos con más de tres ejes y una altura, medida en vertical desde el primer eje, igual o superior a 1,1m.
- Clase 5: motocicletas de la clase 1 que utilizan el sistema Vía Verde.

## Salidas

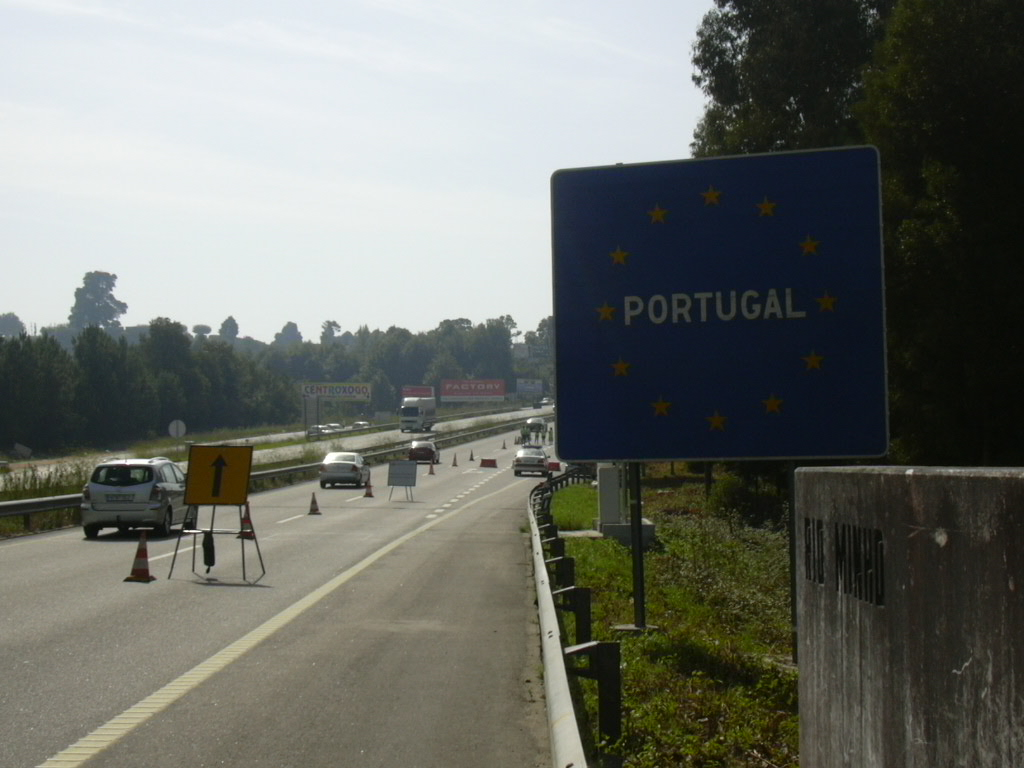
Comienzo de la A3 en Valença.

| Número de Salida                           | Nombre de Salida | Carretera que enlaza         |
| ------------------------------------------ | --- | ---------------------------- |
| 1                                          | Oporto (Boavista) - Vila Nova de Gaia (Ponte da Arrábida) Oporto (Antas) - Vila Nova de Gaia (Ponte do Freixo) - A 1 E-01 Lisboa | IC 23 (VCI) IP 1 A 20 (CRIP) |
| 2                                          | Matosinhos - Gondomar - Rio Tinto                                                                                                | N 12                         |
| 3                                          | Matosinhos - Aeropuerto - A 28 Viana do Castelo Valongo - Vila Real - Ermesinde                                                  | A 4 E-82                     |
| 4                                          | Maia - Aeropuerto Alfena - Paços de Ferreira                                                                                     | A 41 (CREP)                  |
| Peaje de Maia (km 9)                       | |                              |
| Area de servicio de Coronado-Trofa (km 11) | |                              |
| 5                                          | Santo Tirso - Trofa | N 104                        |
| 6                                          | Vila Nova de Famalicão - Póvoa de Varzim - Guimarães                                                                             | A 7 E-805                    |
| 7                                          | Cruz | N 14                         |
| 8                                          | Braga (sur) - Guimarães | A 11                         |
| 9                                          | Braga (oeste) - Barcelos - Esposende Passos                                                                                      | A 11 N 103                   |
| Area de servicio de Barcelos (km 56)       | |                              |
| 10                                         | Vila Verde - Anais | N 201                        |
| 11                                         | Ponte de Lima (sur) - Ponte da Barca                                                                                             | N 203                        |
| 12                                         | Ponte de Lima (norte) - Viana do Castelo Ponte da Barca - Arcos de Valdevez                                                      | A 27 IC 28                   |
| 13                                         | Paredes de Coura - Vila Nova de Cerveira                                                                                         | N 303                        |
| Peaje de São Pedro da Torre (km 105)       | |                              |
| 14                                         | Valença - Vila Nova de Cerveira                                                                                                  | N 13                         |
| 15                                         | Valença Monção - Melgaço | N 13 N 101                   |
|                                            | Frontera |                              |
|                                            | España | A-55 E-01                    |